# 緑村 (熊本県)
緑村（みどりむら）は、熊本県の北部、玉名郡にかつてあった村。

## 歴史
- 1889年4月1日 - 玉名郡上板楠村、板楠村、中十町村、上十町村、山十町村が合併し成立。
- 1955年4月1日 - 玉名郡神尾村、春富村と合併し、三加和村となる。